# جون بوي (لاعب كرة قدم أسترالية)
جون بوي (بالإنجليزية: John Bowe)‏ هو لاعب كرة قدم أسترالية أسترالي، ولد في 14 يوليو 1911، وتوفي في 12 أبريل 1990.

## وصلات خارجية
- جون بوي على موقع AustralianFootball.com (الإنجليزية)
- جون بوي على موقع AFLtables.com (الإنجليزية)